# Arctoscelia onusta
Arctoscelia onusta là một loài bướm đêm trong họ Geometridae.